# Формула-2
Формула-2 (колишня назва — GP2, англ. FIA Formula 2 Championship) — чемпіонат світу з кільцевих автоперегонів на автомобілях з відкритими колесами, який відбувається під егідою Міжнародної автомобільної федерації (FIA).  Чемпіонат був створений у 2017 році, як ребрендинг GP2. Засновниками стали Флавіо Бріаторе та Бруно Мічел. 
Формула-2 — це остання сходинка перед можливим переходом до Формули-1. В цій серії у всіх учасників повинні бути однакові двигуни, шасі та один постачальник шин. 
Хоча боліди Формули-2 значно повільніше ніж у Формулі-1, вони швидше більшості інших автомобілів для кільцевих автоперегонів. Станом на 2022 рік, рекорд кола Формули-2 на автодромі Енцо та Діно Феррарі на 15 секунд повільніше ніж у Формулі-1, але на 5 секунд швидше ніж прототипи Ле-Мана і боліди Формули-3. 
Зазвичай Гран-прі Формули-2 відбуваються на європейських трасах, але їх також проводять на таких трасах: Сахір у Бахрейні, Джидда у Саудівській Аравії та Яс-Марина в ОАЕ.

## Система нумерації
Система нумерації у Формулі-2 базується на положенні команд у кубку конструкторів. З 2020 року було заборонено використовувати номери 18 та 19 на честь Антуана Юбера, який загинув перед Гран-прі Бельгії 2019. 

## Перегоновий вікенд
Піт-стопи дозволені лише за необхідності, наприклад, зміна погоди, прокол шини, пошкодження переднього або заднього крила тощо. 
У п'ятницю проводиться вільний заїзд (45 хвилин) та кваліфікація (30 хвилин).
У суботу проводиться спринт, який складається зі 120 кілометрів або 45 хвилин, залежно від того, що раніше відбудеться.
У неділю проводяться перегони, яка складається зі 170 кілометрів або 60 хвилин, залежно від того, що раніше відбудеться.

### Розподіл очок
Найкращі 8 гонщиків у спринті отримують очки таким чином:
| Розподіл очок у спринті | Розподіл очок у спринті | Розподіл очок у спринті | Розподіл очок у спринті | Розподіл очок у спринті | Розподіл очок у спринті | Розподіл очок у спринті | Розподіл очок у спринті |
| 1                       | 2                       | 3                       | 4                       | 5                       | 6                       | 7                       | 8                       |
| ----------------------- | ----------------------- | ----------------------- | ----------------------- | ----------------------- | ----------------------- | ----------------------- | ----------------------- |
| 10                      | 8                       | 6                       | 5                       | 4                       | 3                       | 2                       | 1                       |

Найкращі 10 гонщиків у перегонах отримують очки таким чином:
| Розподіл очок у гонці | Розподіл очок у гонці | Розподіл очок у гонці | Розподіл очок у гонці | Розподіл очок у гонці | Розподіл очок у гонці | Розподіл очок у гонці | Розподіл очок у гонці | Розподіл очок у гонці | Розподіл очок у гонці |
| 1                     | 2                     | 3                     | 4                     | 5                     | 6                     | 7                     | 8                     | 9                     | 10                    |
| --------------------- | --------------------- | --------------------- | --------------------- | --------------------- | --------------------- | --------------------- | --------------------- | --------------------- | --------------------- |
| 25                    | 18                    | 15                    | 12                    | 10                    | 8                     | 6                     | 4                     | 2                     | 1                     |

Пілот, який отримує поул-позицію під час кваліфікації, отримує додаткові 2 очки.
Пілот, який проїхав найшвидше коло і знаходиться у десятці найкращих, отримує 1 додаткове очко.
Максимальна кількість очок, яку може отримати водій за вікенд — 39.

## Переможці

### Пілоти
| Сезон | Фото | Пілот          | Команда         | Поули | Перемоги | Подіуми | Найшвидші кола | Очки  | Став переможцем | Наступна серія         |
| ----- | ---- | -------------- | --------------- | ----- | -------- | ------- | -------------- | ----- | --------------- | ---------------------- |
| 2017  |      | Шарль Леклер   | Prema Powerteam | 8     | 7        | 10      | 4              | 282   | 19 з 22         | Формула-1              |
| 2018  |      | Джордж Расселл | ART Grand Prix  | 5     | 7        | 11      | 6              | 287   | 23 з 24         | Формула-1              |
| 2019  |      | Нік де Фріс    | ART Grand Prix  | 5     | 4        | 12      | 3              | 266   | 19 з 22         | Формула E              |
| 2020  |      | Мік Шумахер    | Prema Powerteam | 0     | 2        | 10      | 2              | 215   | 24 з 24         | Формула-1              |
| 2021  |      | Оскар Піастрі  | Prema Powerteam | 5     | 6        | 11      | 6              | 252.5 | 21 з 23         | Формула-1 (тест-пілот) |

### Конструктори
| Сезон | Команда         | Поули | Перемоги | Подіуми | Найшвидші кола | Очки  | Стали переможцями | Відрив від 2 місця |
| ----- | --------------- | ----- | -------- | ------- | -------------- | ----- | ----------------- | ------------------ |
| 2017  | Russian Time    | 1     | 6        | 14      | 6              | 395   | 22 з 22           | 15                 |
| 2018  | Carlin          | 2     | 1        | 17      | 2              | 383   | 23 з 24           | 33                 |
| 2019  | DAMS            | 2     | 6        | 16      | 7              | 418   | 21 з 22           | 72                 |
| 2020  | Prema Powerteam | 0     | 6        | 15      | 3              | 392   | 23 з 24           | 37.5               |
| 2021  | Prema Powerteam | 5     | 8        | 19      | 9              | 444.5 | 20 з 23           | 156.5              |

## Нагорода ім. Антуана Юбера
Антуан Юбер був єдиним новачком у сезоні 2019, який здобув 2 перемоги. На його честь була названа нагорода, яка вручається найкращому новачку року Формули-2.

### Переможці
| Сезон | Пілот         | Команда         | Поули | Перемоги | Подіуми | Найшвидші кола | Очки  | Місце |
| ----- | ------------- | --------------- | ----- | -------- | ------- | -------------- | ----- | ----- |
| 2019  | Чжоу Гуаньюй  | Virtuosi Racing | 1     | 0        | 5       | 2              | 140   | 7     |
| 2020  | Юкі Цунода    | Carlin          | 4     | 3        | 7       | 1              | 200   | 3     |
| 2021  | Оскар Піастрі | Prema Powerteam | 5     | 6        | 11      | 6              | 252.5 | 1     |

## Гонщики, що перейшли до Формули-1
- Жирним позначені пілоти, що зараз виступають у Формулі-1.

| Фото | Пілот           | Формула-2 | Формула-2 | Формула-2 | Формула-2 | Формула-2          | Формула-1       | Формула-1     | Формула-1 | Формула-1 | Формула-1 |
| Фото | Пілот           | Сезон(и)  | Гонки     | Перемоги  | Подіуми   | Найкращийрезультат | Сезон(и)        | Перша команда | Гонки     | Перемоги  | Подіуми   |
| ---- | --------------- | --------- | --------- | --------- | --------- | ------------------ | --------------- | ------------- | --------- | --------- | --------- |
|      | Шарль Леклер    | 2017      | 22        | 7         | 9         | 1                  | 2018–2022       | Sauber        | 87        | 4         | 17        |
|      | Сергій Сіроткін | 2017      | 2         | 0         | 0         | 20                 | 2018            | Вільямс       | 21        | 0         | 0         |
|      | Джордж Расселл  | 2018      | 24        | 7         | 11        | 1                  | 2019–2022       | Вільямс       | 67        | 0         | 3         |
|      | Ландо Норріс    | 2017-2018 | 26        | 1         | 9         | 2                  | 2019–2022       | Макларен      | 67        | 0         | 6         |
|      | Александр Албон | 2017-2018 | 44        | 4         | 10        | 3                  | 2019–2020, 2022 | Торо Россо    | 45        | 0         | 2         |
|      | Ніколас Латіфі  | 2017-2019 | 67        | 6         | 20        | 2                  | 2020–2022       | Вільямс       | 46        | 0         | 0         |
|      | Джек Ейткен     | 2018-2021 | 76        | 4         | 11        | 5                  | 2020            | Вільямс       | 1         | 0         | 0         |
|      | Юкі Цунода      | 2020      | 24        | 3         | 7         | 3                  | 2021–2022       | Альфа Таурі   | 27        | 0         | 0         |
|      | Мік Шумахер     | 2019–2020 | 46        | 3         | 11        | 1                  | 2021–2022       | Хаас          | 28        | 0         | 0         |
|      | Микита Мазепін  | 2019–2020 | 46        | 2         | 6         | 5                  | 2021            | Хаас          | 21        | 0         | 0         |
|      | Чжоу Гуаньюй    | 2019–2021 | 68        | 5         | 20        | 3                  | 2022            | Альфа Ромео   | 7         | 0         | 0         |

## Траси
| Номер | Фото | Траса                         | Країна            | Роки                 |
| ----- | ---- | ----------------------------- | ----------------- | -------------------- |
| 1     |      | Міжнародний автодром Бахрейну | Бахрейн           | 2017–⁠2022            |
| 2     |      | Каталунья                     | Іспанія           | 2017–⁠2020, 2022      |
| 3     |      | Міська траса Монте-Карло      | Монако            | 2017–2019, 2021⁠-2022 |
| 4     |      | Вулична траса Баку            | Азербайджан       | 2017–⁠2019, 2021-2022 |
| 5     |      | Ред Булл Ринг                 | Австрія           | 2017–⁠2020, 2022      |
| 6     |      | Автодром Сільверстоун         | Велика Британія   | 2017–2022            |
| 7     |      | Хунгароринг                   | Угорщина          | 2017–2020, 2022      |
| 8     |      | Траса Спа-Франкоршам          | Бельгія           | 2017–2020, 2022      |
| 9     |      | Автодром Монца                | Італія            | 2017–2022            |
| 10    |      | Траса Херес                   | Іспанія           | 2017                 |
| 11    |      | Яс-Марина                     | ОАЕ               | 2017–2019, 2021⁠-2022 |
| 12    |      | Поль Рікар                    | Франція           | 2018–2019⁠, 2022      |
| 13    |      | Автодром Сочі                 | Росія             | 2018–2021⁠            |
| 14    |      | Міжнародний Автодром Муджелло | Італія            | 2020                 |
| 15    |      | Міська траса Джидда           | Саудівська Аравія | 2021-2022            |
| 16    |      | Автодром Енцо та Діно Феррарі | Італія            | 2022                 |
| 17    |      | Кільце Зандворт               | Нідерланди        | 2022                 |